# Colus islandicus
Colus islandicus är en snäckart som först beskrevs av Mohr 1786.  Colus islandicus ingår i släktet Colus och familjen valthornssnäckor. Arten är reproducerande i Sverige. Inga underarter finns listade i Catalogue of Life.

## Bildgalleri

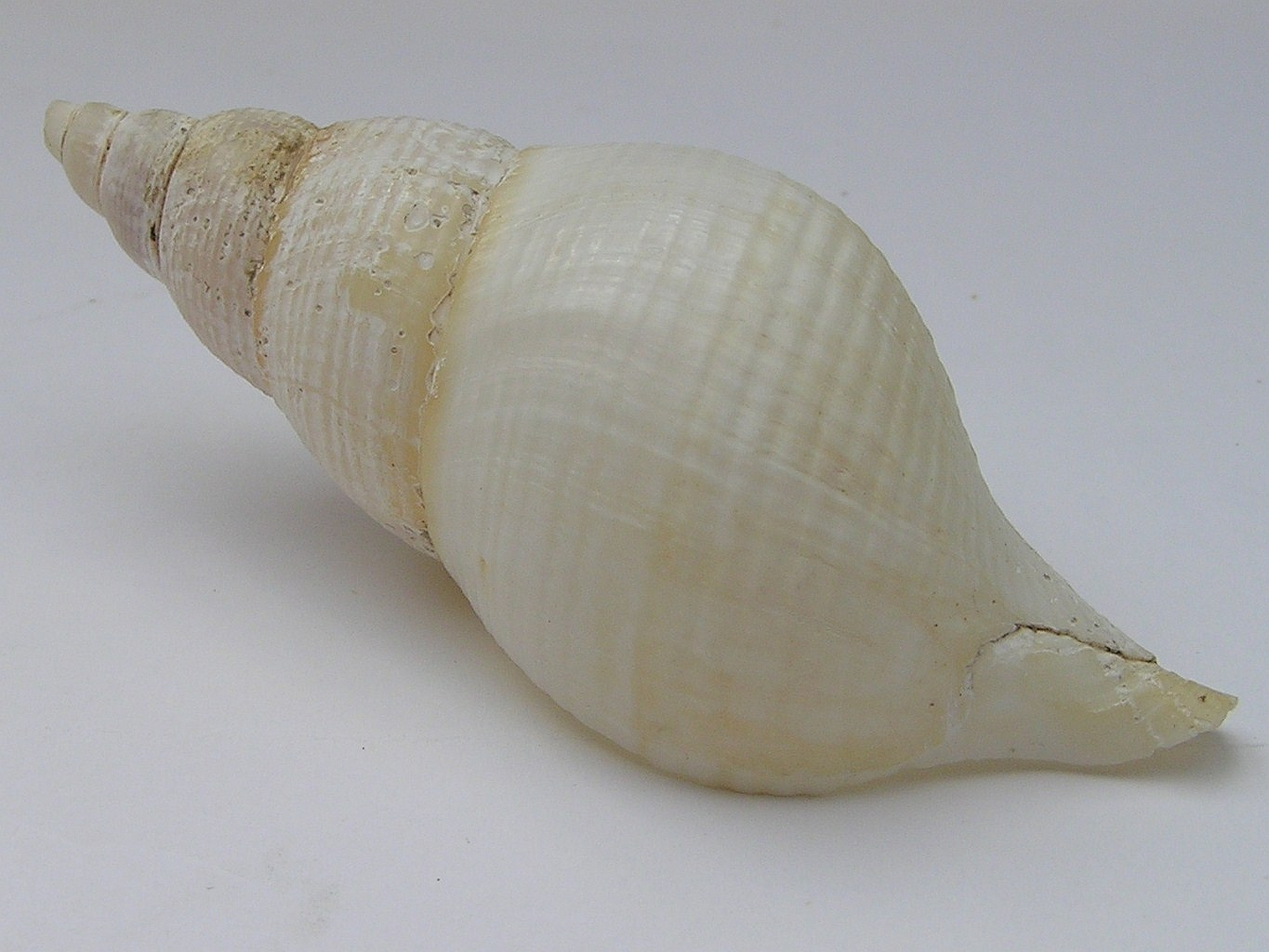
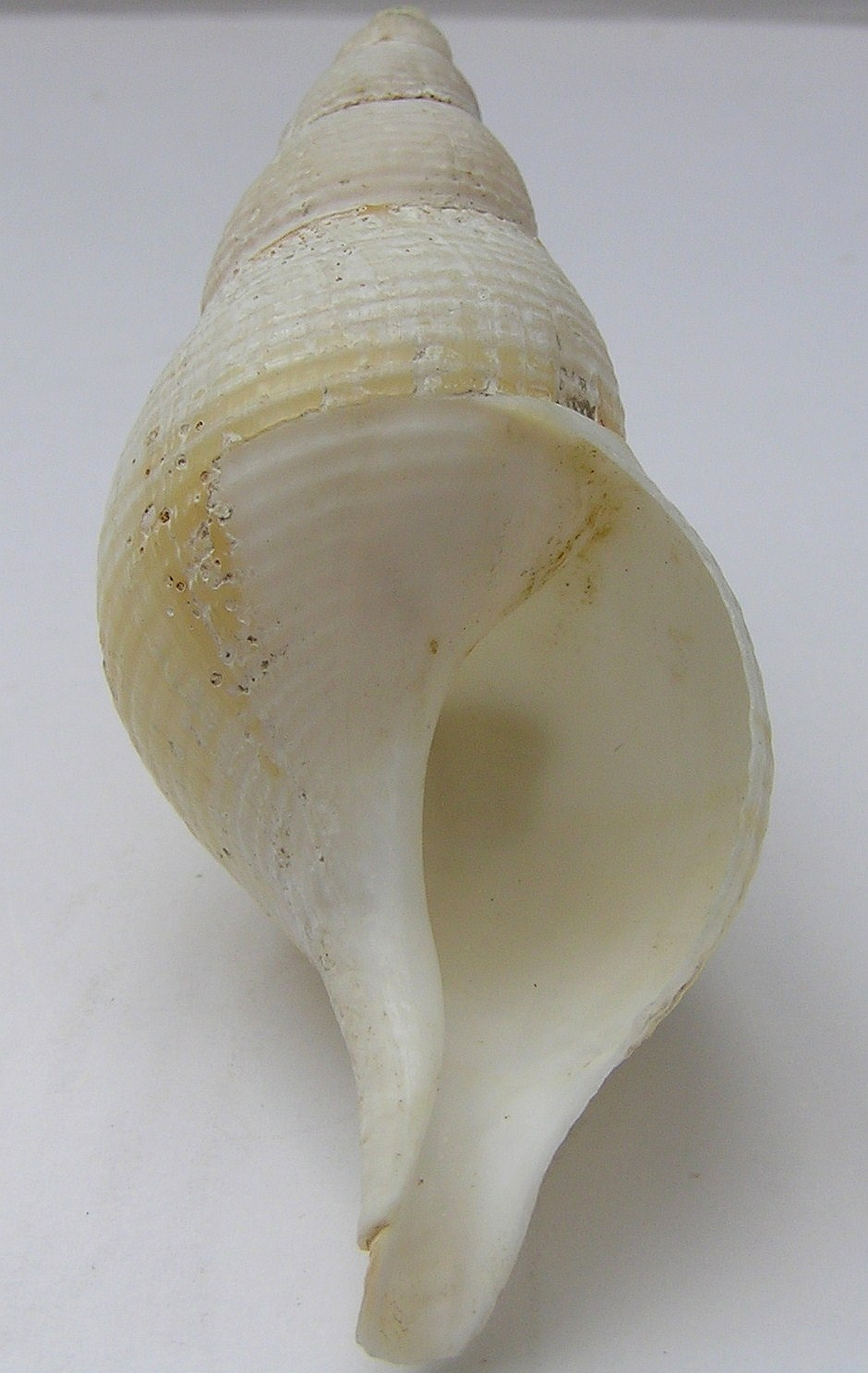
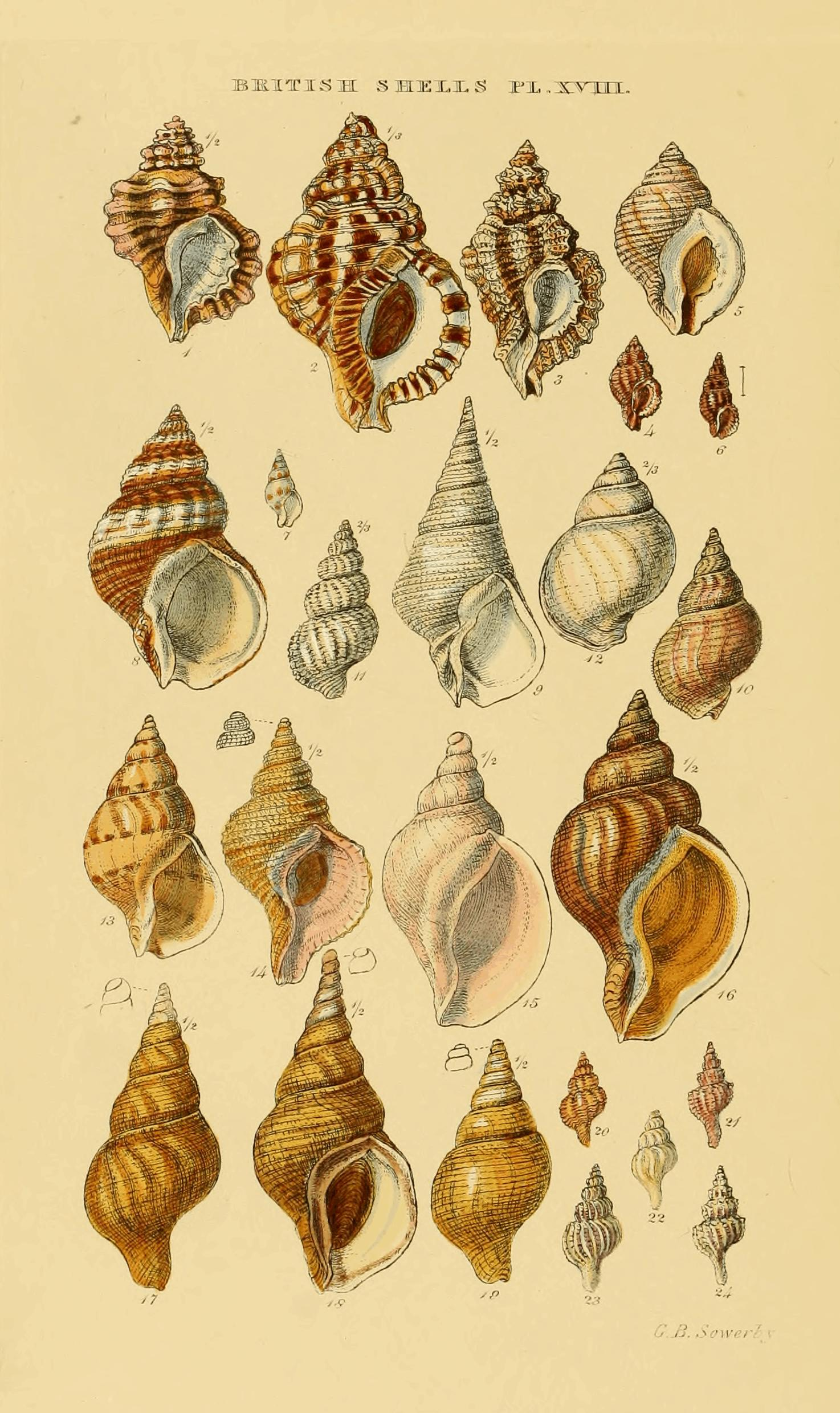